# Marcos 13

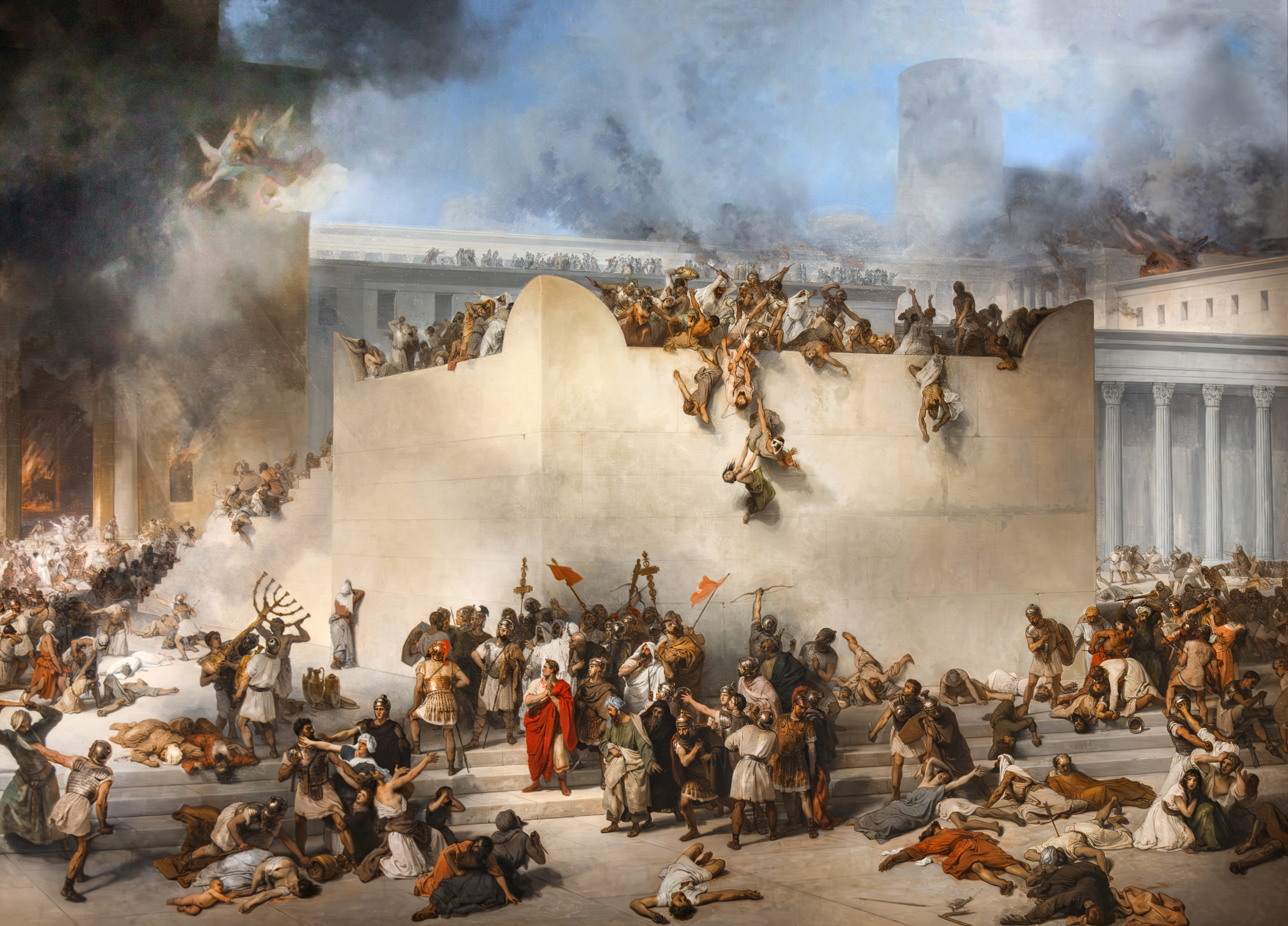
Destruição do Templo de Jerusalém, um evento profetizado por Jesus em Marcos 13.
Por Francesco Hayez, atualmente na Accademia de Veneza

Marcos 13 é o décimo-terceiro capítulo do Evangelho de Marcos no Novo Testamento da Bíblia. Marcos relata as previsões de Jesus sobre a destruição do Templo em Jerusalém e de um desastre na Judeia, além do discurso escatológico.

## Destruição do Templo
Depois dos ensinamentos e discursos no capítulo anterior, todos no pátio do Templo, Jesus se prepara para ir embora. Quando estava saindo, um discípulo não identificado se admira com as dimensões do edifício, que tinha mais de 45 metros de altura e estava adornado com ouro, prata e outros materiais preciosos. Jesus olha para ele e diz: «Vês estes grandes edifícios? não ficará pedra, que não seja derribada» (Marcos 13:2), uma clara profecia de que o Templo seria destruído, mas não há menção de quando e nem como. Esta é a última vez que Jesus interagem com o Templo.
Já de volta ao Monte das Oliveiras, Marcos conta que Pedro, Tiago, João e André aproveitaram que Jesus estava sentado olhando para o Templo e perguntaram, em separado dos demais, quando ele seria destruído e qual seria o sinal de que a destruição estava por vir:
| “ | «Vede que ninguém vos engane. Muitos virão em meu nome, dizendo: Sou eu; e enganarão a muitos. Quando, porém, ouvirdes falar de guerras e rumores de guerras, não vos assusteis; porque é necessário que assim aconteça, mas não é ainda o fim. Pois se levantará nação contra nação, e reino contra reino. Haverá terremotos em vários lugares, e haverá fomes: estas coisas são o princípio de dores.» (Marcos 13:5–8) | ” |

Naquela época, era crença geral de que, quando o Messias já tivesse chegado a Jerusalém, a vitória final e o Reino de Deus estariam próximos. Jesus, porém, parece afirmar que mais coisas aconteceriam ainda antes de seu triunfo final. Ele prevê que os cristãos serão perseguidos pelos governos da terra, mas que eles deverão o que lhes vier à mente, pois será Deus falando através dele, e finalmente que a mensagem de Jesus chegará a todas as nações. Famílias serão destruídas, «mas aquele que perseverar até o fim, esse será salvo» (Mateus 13:13).

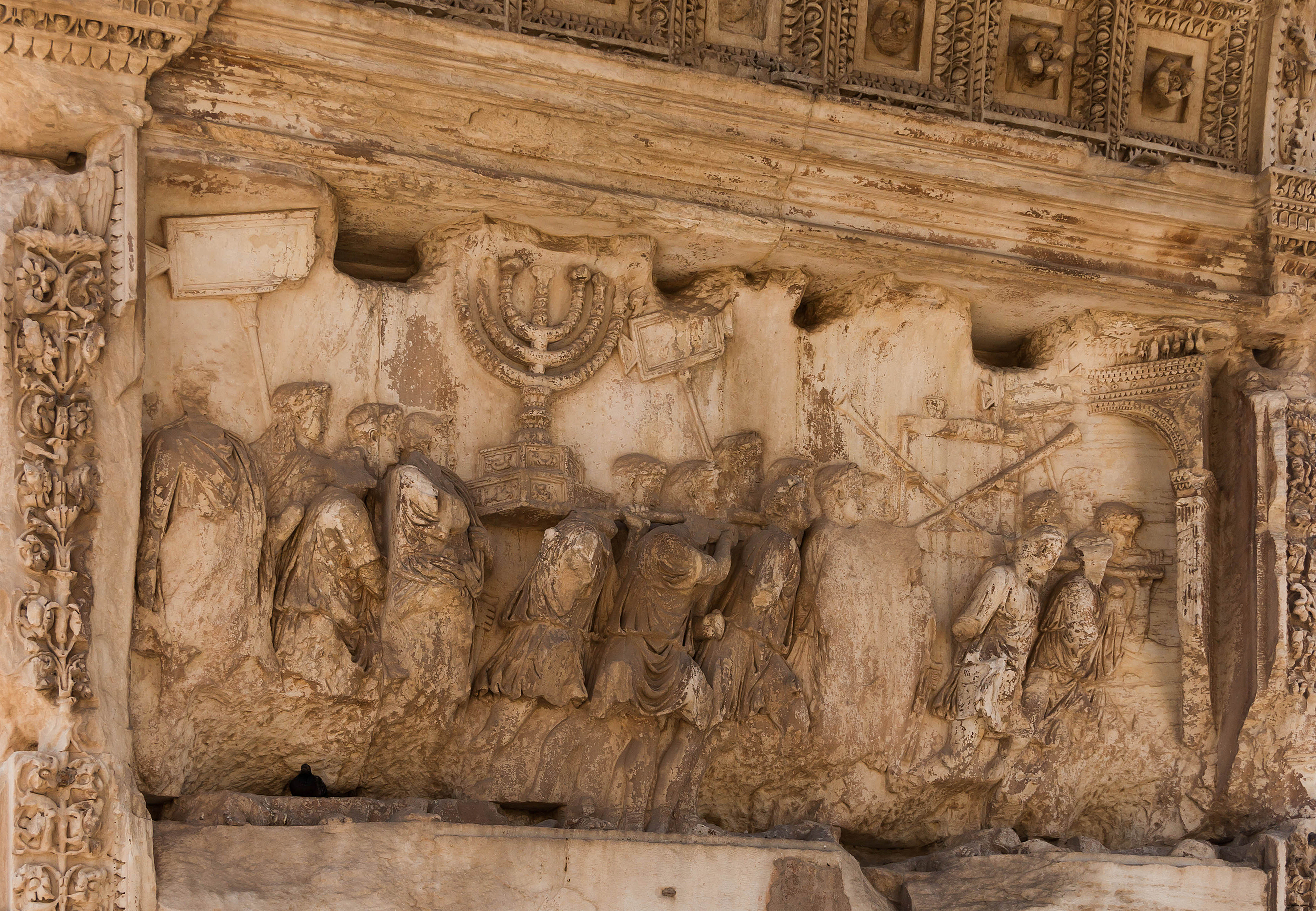
Relevo no Arco de Tito, em Roma, mostrando os romanos levando os espólios do Templo de Jerusalém

É neste ponto que Jesus então prevê um evento catastrófico na Judeia:
| “ | «Quando, porém, virdes a abominação da desolação estar onde não deve (quem lê, entenda), então os que estiverem na Judeia, fujam para os montes; o que se achar no eirado, não desça nem entre para tirar as coisas de sua casa, e o que estiver no campo, não volte para tomar a sua capa. Mas ai das que estiverem grávidas e das que amamentarem naqueles dias! Rogai que não suceda isto no inverno; porque aqueles dias serão de tribulação, tal qual nunca houve desde o princípio da criação por Deus feita até agora, nem haverá jamais. Se o Senhor não abreviasse aqueles dias, ninguém seria salvo; mas por causa dos eleitos, que ele escolheu, os abreviou. Então se alguém vos disser: Eis aqui o Cristo! ou: Ei-lo acolá! não acrediteis; levantar-se-ão falsos Cristos e falsos profetas, e farão milagres e prodígios, para enganar os eleitos, se possível fora. Estai vós de sobreaviso; de antemão vos tenho dito todas as coisas.» (Marcos 13:14–23) | ” |

Alguns estudiosos acreditam que os avisos sobre os "falsos Cristos" tem por objetivo alertar os cristãos sobre outros alegando serem o Messias ou professores cristãos que aleguem ser uma reencarnação de Jesus. Em Atos 5 (Atos 5:36–37), no conselho de Gamaliel, há uma descrição sobre Teudas e Judas, o Galileu, ambos mencionados também por Josefo, que alegavam ser líderes de novos movimentos messiânicos.
Marcos insere seus próprios comentários ao leitor sobre a "abominação", sugerindo que a frase era uma espécie de código entre ele e seus possíveis leitores. Trata-se de uma citação do Livro de Daniel (Daniel 9:26–27) na qual ela aparece como parte de uma profecia que havia sido dada ao profeta Daniel pelo anjo Gabriel durante o cativeiro na Babilônia a respeito do futuro de Jerusalém. Um "ungido" virá, será "exterminado" e então o "povo do príncipe que virá" destruirá Jerusalém, colocando a "abominação" (ou "assolador") no Templo. Daniel 11:31 fala da abominação no contexto de uma grande batalha de reis e Daniel 12:11 cita a frase como parte da visão de Daniel sobre o fim dos tempos. A maior parte dos estudiosos modernos, que acreditam que Daniel teria sido escrito pseudepigraficamente no final do século II a.C., acredita que estas referências tratam do Templo de Zeus construído por Antíoco IV Epifânio, com um altar pagão, no Templo em 168 a.C.
Não se sabe o que exatamente esta passagem significava para os primeiros cristãos e para os leitores de Marcos, com alguns defendendo que era uma referência à destruição de Tito, enquanto outros achavam que poderia ser uma referência à tentativa de Calígula de colocar uma estátua de si mesmo no Templo. Outros viram nesta abominação o Anticristo. O fato é que não se sabe se a passagem seria de fato uma referência a destruição do Templo de Jerusalém, mas muitos cristãos de depois da catástrofe acreditaram nisso. Mais recentemente se sugeriu que a abominação em Marcos seria uma referência à própria crucificação.
De acordo com Marcos, Jesus realizou esta profecia anos antes do Templo ter sido destruído, o que aconteceu em 70 Atos 6 (Atos 6:14) afirma que Estêvão, o primeiro mártir, foi acusado falsamente de alegar que Jesus destruiria Israel e a Lei Mosaica antes de ser apedrejado até a morte, um evento que Paulo afirma ter observado. Previsões sobre a destruição de Jerusalém também aparecem em Miqueias (Miqueias 3:12). Os estudiosos que acreditam que esta referência em Marcos de fato refere-se à destruição de Tito utilizam esta seção para datar o Evangelho de Marcos — e todas as obras que se acredita terem sido baseadas nele — como tendo sido escrito pouco antes ou pouco depois de 70.

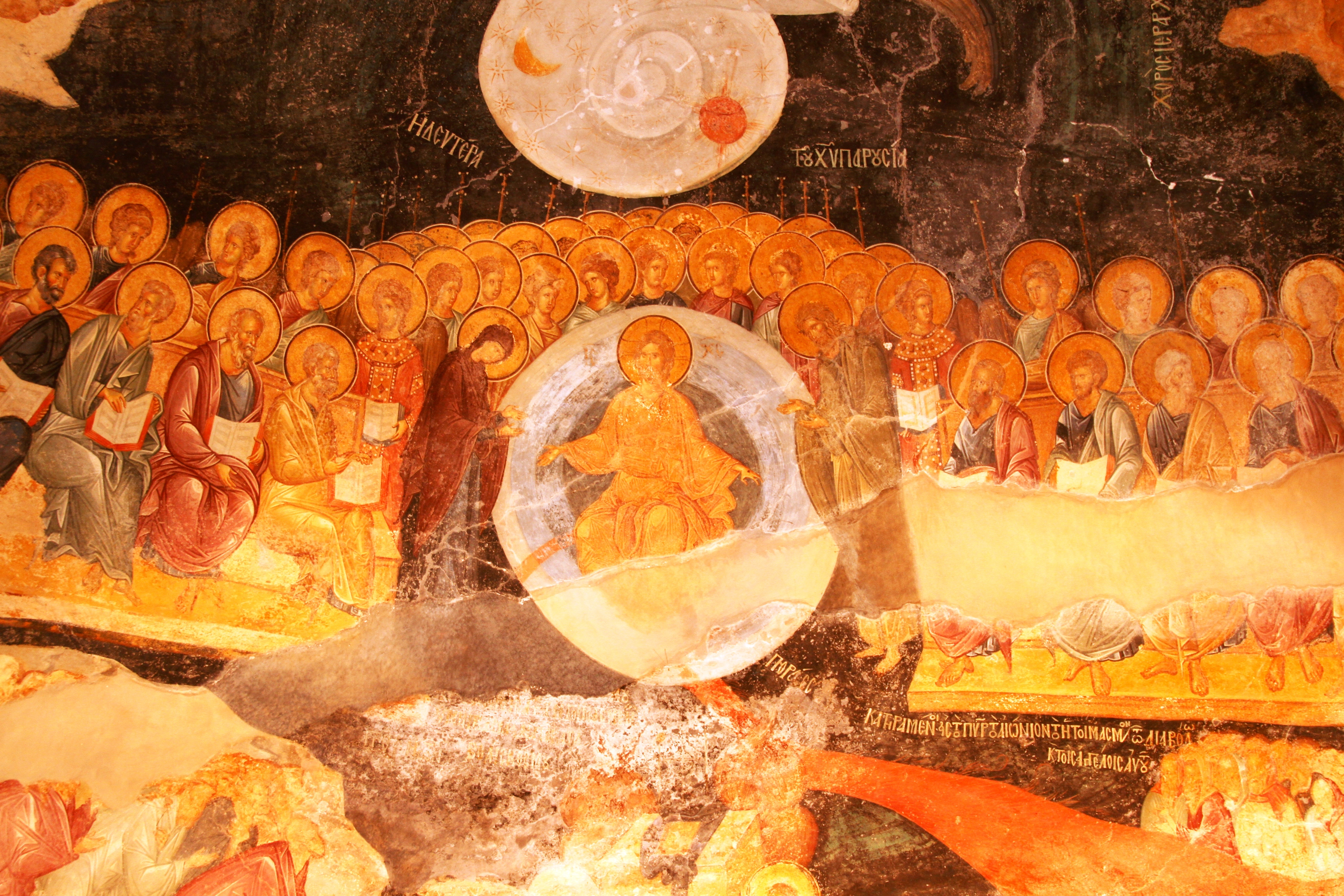
Juízo Final, o tema do Discurso do Monte das Oliveiras de Marcos 13.
século XI. Afresco na Igreja de Chora, em Istambul

Em Marcos 15 (Marcos 15:29), Jesus é zombado por ter alegado poder destruir o Templo e reerguê-lo novamente em três dias, uma frase que Marcos não relata quando Jesus e nem onde Jesus a teria dito, embora ele relate que Jesus foi falsamente acusado exatamente disto em Marcos 14 (Marcos 14:57). Daí nasceu a interpretação de que a destruição do Templo seria a morte do corpo de Jesus, o corpo de Deus, e sua ressurreição três dias depois. Que Jesus teria ele próprio profetizado a destruição do Templo e sua reconstrução em três dias aparece explicitamente em João 2 (João 2:19) e é também utilizada como evidência contra Jesus em Mateus 26 (Mateus 26:61).

## Discurso do Monte das Oliveiras
Depois de prever a destruição do Templo e a catástrofe na Judeia, Jesus aparentemente prevê um evento de grandes proporções e seu grande triunfo ao final:
| “ | «Mas naqueles dias, depois daquela tribulação, o sol escurecerá, a lua não dará a sua claridade, as estrelas cairão do céu e as potestades celestes serão abaladas. Então será visto o Filho do homem, vindo nas nuvens com grande poder e glória. Ele enviará os anjos e ajuntará os seus eleitos dos quatro ventos, da extremidade da terra à extremidade do céu. Aprendei a parábola tirada da figueira: quando os seus ramos já estiverem tenros, e brotarem folhas, sabeis que está próximo o verão; assim também vós, quando virdes acontecer estas coisas, sabei que ele está próximo, às portas. Em verdade vos digo que não passará esta geração, sem que todas estas coisas se cumpram. Passará o céu e a terra, mas não passarão as minhas palavras.» (Marcos 13:24–31) | ” |

Ele então afirma que ninguém, exceto o "Pai" (Deus), sabe quando isto tudo acontecerá, nem mesmo o "Filho", ele próprio. Finalmente, Jesus utiliza a Parábola do Servo Fiel para descrever seus seguidores como criados cuidando fielmente da casa do mestre até sua volta, terminando desta forma o capítulo com duas de suas parábolas. A figueira, que Jesus amaldiçoa em Marcos 11 (Marcos 11:14) por estar sem frutos, agora é utilizada metaforicamente. 

## Relação com outros livros
Uma descrição do final dos tempos bastante expandida aparece no Apocalipse, que João afirma ser uma visão que lhe foi concedida por Jesus depois de sua morte. Aparecem ali também profecias de atribulações (Apocalipse 1) e atrasos na realização do plano divino de mil anos ou mais (Apocalipse 20).
Estes eventos aparecem em Mateus 24, onde uma descrição da vinda do Filho do homem é bastante mais extensa. Lucas 21 afirma especificamente que haverá exércitos cercando Jerusalém e que haverá uma grande desolação.